# پایگاه هوایی فو کت
پایگاه هوایی فو کت (به انگلیسی: Phu Cat Air Base) یک فرودگاه پایگاه نیروی هوایی است . این فرودگاه در کشور ویتنام قرار دارد .